# Uriburu (Argentine)
Pour les articles homonymes, voir Uriburu.
Uriburu est une localité rurale argentine située dans le département de Catriló, dans la province de La Pampa.

## Démographie
La localité compte 964 habitants (Indec, 2010), soit une augmentation de 6,4 % par rapport au précédent recensement de 2001 qui comptait 906 habitants.